# Flip's Little Sparrow
Flip's Little Sparrow är ett mörkbrunt sto född 2006 av rasen Svenskt varmblod som tävlas framgångsrik i banhoppning av Stephanie Holmén, tillsammans har det vunnit en världscupomgång och svenska mästerskapet 2018. Flip's Little Sparrow tävlades tidigare av Peder Fredricson.
Flip's Little Sparrow var redan vid sin födsel Sveriges mest omskrivna föl genom sin härstamning. Hon var Butterfly Flips första avkomma och för att inte störa hennes tävlingskarriär så avlades Flip's Little Sparrow genom embryotransfer och föddes av ett annat sto. Hennes pappa Cardento hade även han meriter som OS och VM-medaljer. Hon föddes upp av Kristina Larsson utanför Rottneros som även föddes upp Butterfly Flip.